# ريتشارد ريس
ريتشارد ريس (بالألمانية: Richard van Rees) (و. 1797 – 1875 م) هو رياضياتي، وفيزيائي، وعالم فلك، وأستاذ جامعي من هولندا. ولد في نيميغن.
توفي عن عمر يناهز 78 عاماً.

## جوائز
حصل على جوائز منها:
- Commander of the Order of the Oak Crown ‏.